# Langkasuka
Langkasuka (langkha sanscrito per "terra splendente") fu un'antica città-Stato indianizzata a capo di un regno indo-malese situato nella penisola malese. Un'altra possibile origine del nome potrebbe venire dalla combinazione di langkha e Asoka, dove Asoka sarebbe un tributo al leggendario re guerriero Maurya che abbracciò gli ideali esposti dal buddhismo.
Secondo antichi rapporti di viaggiatori cinesi, arabi e indiani, Langkasuka si estendeva lungo i territori compresi tra le odierne Songkhla e Kelantan e fu probabilmente uno dei regni più antichi della penisola. Secondo le leggende malesi, Langkasuka fu fondata nella zona di Kedah e successivamente la capitale fu spostata a Pattani.

## Storia

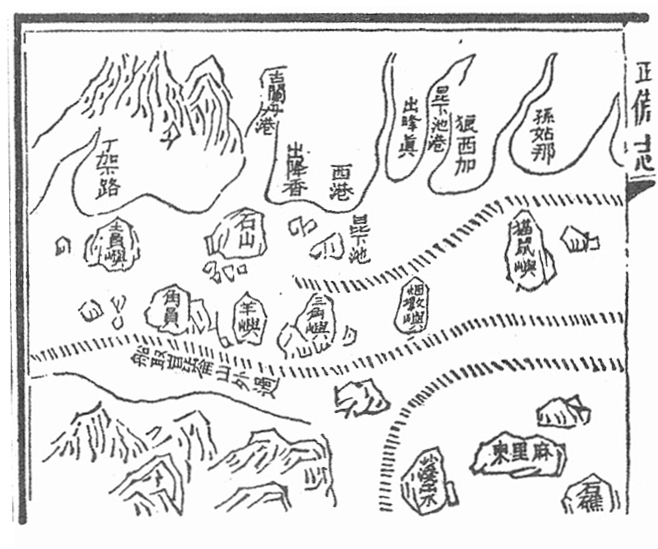
Antica mappa cinese relativa alla penisola malese in cui Langkasuka compare con gli ideogrammi 狼西加

### Ubicazione della città
Varie e controverse sono state le ipotesi sull'ubicazione della città, la maggior parte delle antiche fonti concordano sul fatto che si trovasse sulla costa orientale della penisola malese. I ritrovamenti archeologici di fine XX secolo nella zona di Yarang, 15 km a sud di Pattani, fanno pensare che sia questo il luogo in cui sorgeva. Sugli antichi annali cinesi Jiutangshu e Xintangshu si legge che Langkasuka confinava a nord con il Regno di Pan Pan e si presume che tale confine si trovasse nella zona dell'odierna Songkhla. Per effetto della sedimentazione buona parte delle coste della penisola si trovano ora più lontane dal mare di quanto non lo fossero nell'antichità; nel caso di Langkasuka il mare era probabilmente a circa 10 km dalla città che sorgeva su un delta formato dai fiumi che scendevano dalle montagne dell'entroterra e dai canali che furono scavati per facilitare l'accesso al mare. Il principale dei fiumi che garantiva accesso al mare era l'odierno Pattani. Negli Annali di Kedah del XVIII secolo viene invece diffusa la leggenda malese secondo cui Langkasuka era sulla costa occidentale e fu lo Stato che precedette la stessa Kedah. Questa ipotesi viene ritenuta azzardata in quanto gli antichi viaggiatori cinesi avevano visitato Kedah e Langkasuka e riportarono che si trovavano su differenti coste.

### Fondazione secondo le antiche fonti cinesi
Le fonti più antiche che citano Langkasuka sono quelle del Libro dei Liang (梁書T, 梁书S, Liáng ShūP) scritto nella Cina delle dinastie Sui e Tang agli inizi del VII secolo e riguardante gli annali della dinastia Liang (dal 502 al 557). Si basa sui rapporti di viaggiatori cinesi nel Sud-est asiatico, non fornisce precisi riferimenti geografici ma le descrizioni sono molto dettagliate. Riporta che il Regno di Langkasuka (Langyaxiu in cinese) si trovasse nel Mar Cinese Meridionale e che il suo clima e i suoi prodotti fossero simili a quelli del vicino Regno di Funan. La sua capitale viene descritta come una città murata con doppie porte di accesso, torri e padiglioni. Il re si presentava in pubblico ben protetto dalle sue guardie solo in occasione di imponenti cerimonie. La parte più interessante di questi rapporti ipotizza che Langkasuka sia stata fondata nella prima parte del II secolo d.C.. Nella prima metà del III secolo, Langkasuka cadde sotto l'influenza del Regno di Funan, in quel periodo guidato dall'espansionista ex generale e re Fanshiman.

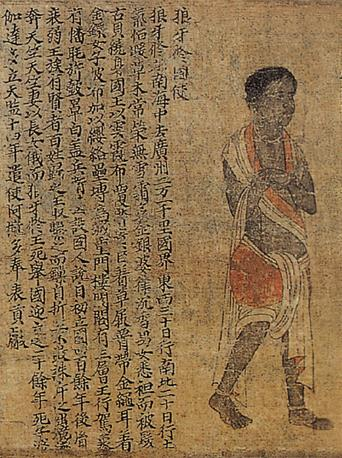
Inviato di Langkasuka del VI secolo nella Cina della dinastia Liang in un documento cinese

### Superamento di una crisi dinastica e prime ambasciate in Cina
Il Libro dei Liang riporta un periodo di decadenza che portò a una crisi dinastica; il principe ribelle dovette fuggire in India e sposò la figlia di un re locale. Quando il sovrano di Langkasuka morì, il principe esiliato fu richiamato in patria, divenne il nuovo re e gli succedette il figlio, che nel 515 inviò la prima missione diplomatica di Langkasuka alla corte dell'imperatore cinese, a cui ne fecero seguito altre tre entro il 568. Notizie su Langkasuka si trovano anche su alcune antiche enciclopedie cinesi, secondo le quali una missione diplomatica cinese della dinastia Sui (581-618) fece visita alla città prima di arrivare nel meridionale Regno di Chi Tu. Tutti questi antichi rapporti di viaggio e testi vari cinesi nonché altri documenti indiani, giavanesi e arabi non danno la precisa ubicazione di Langkasuka e si limitano a descriverla come una città portuale in un punto della costa orientale della penisola malese compreso tra Songkhla e Kelantan, mentre viene considerata una leggenda quella della tradizione malese secondo cui Langkasuka era sulla costa occidentale e fu lo Stato che precedette Kedah.

### Diffusione del buddhismo e sviluppo dei traffici marittimi

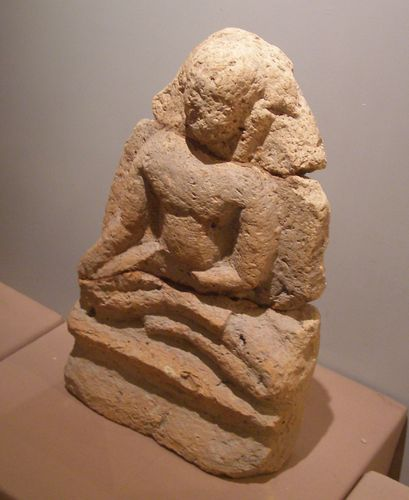
Statua di Buddha di Langkasuka proveniente da Kedah

Nel VII secolo vi fu la diffusione del buddhismo nella regione, ma già nel secolo precedente era giunto a Langkasuka il monaco buddhista indiano Paramārtha, reduce dai soggiorni in Cambogia e in Cina. Secondo gli scritti del monaco buddhista cinese Yìjìng, tre monaci buddhisti suoi connazionali furono accolti con tutti gli onori a Langkasuka nel VII secolo. Negli scavi archeologici di Yarang, dove si pensa fosse ubicata Langkasuka, sono state rinvenute strutture edili e oggetti di culto buddhista che sembrano derivati dall'arte sacra dei Gupta indiani.
Nel VII secolo ebbe anche grande sviluppo il porto di Langkasuka. Oltre alle navi che vi transitavano, fu anche il punto di partenza e arrivo per le navi che trasportavano merci da e per la Cina senza circumnavigare la penisola malese. Queste merci, destinate ai mercati cinesi, indiani ecc., attraversavano la penisola via fiume e via terra lungo l'asse est-ovest tra Pattani e i porti di Kedah e Perak. Il terreno attorno al porto garantiva auto-sufficienza per la coltivazione del riso e l'insediamento fu quindi prosperoso. Nella zona vi fu anche la produzione di un pregiato agarwood, che fu tra le più importanti delle sue esportazioni.

### Tributaria di Srivijaya

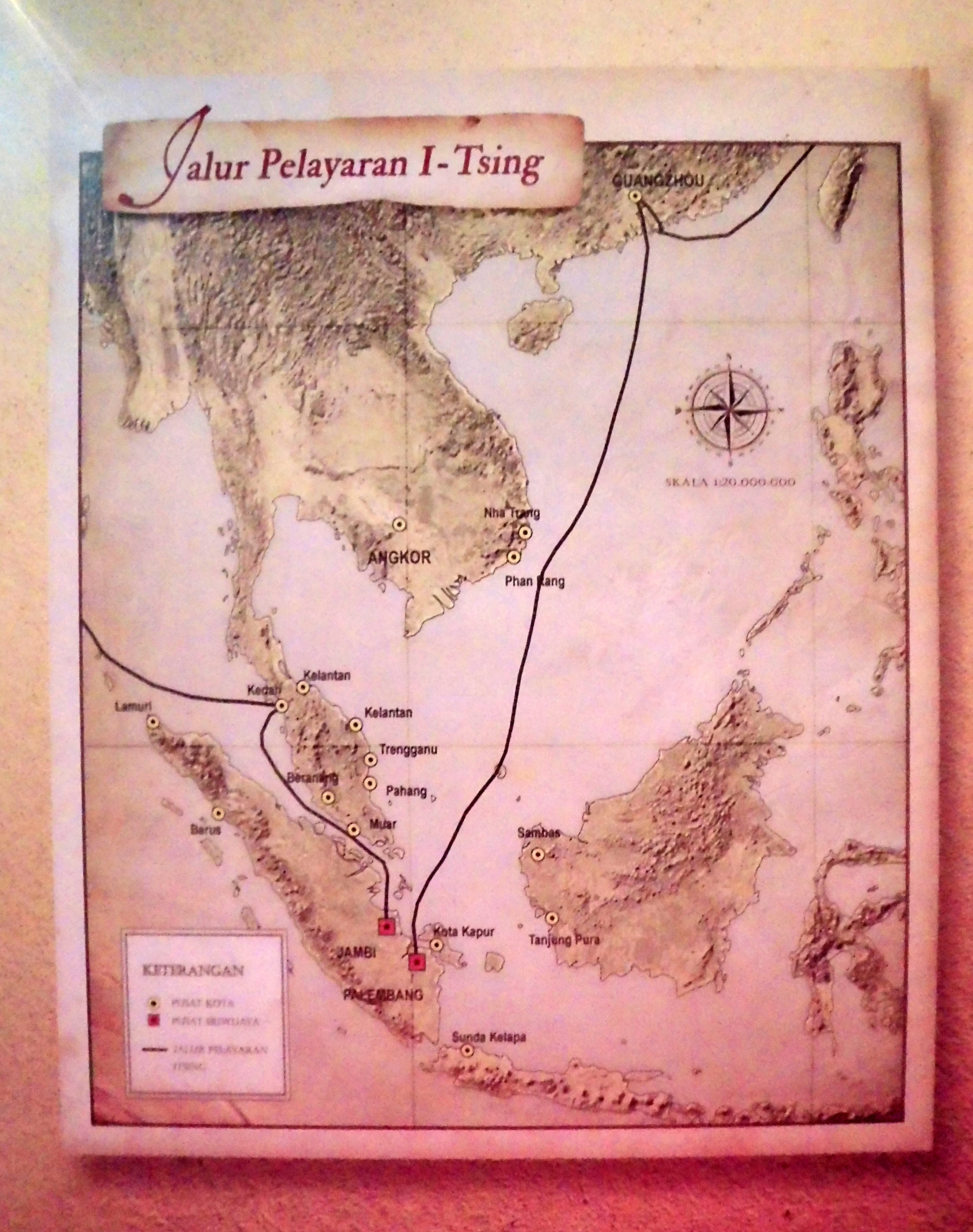
Mappa dei viaggi di Yìjìng in Srivijaya

Tra la fine del VII secolo e il IX secolo Langkasuka cadde sotto l'influenza dell'Impero talassocratico di Srivijaya, che dominava lo stretto di Malacca ed ebbe la sua massima espansione in quel periodo. Secondo i ritrovamenti archeologici e le testimonianze del monaco cinese Yìjìng, che alla fine del VII secolo passò 10 anni a Palembang, a quel tempo una delle maggiori città di Srivijaya a Sumatra, la stessa Srivijaya diffuse in quel periodo il buddhismo mahayana nella regione. La stele di Ligor del 775, venuta alla luce nella zona di Nakhon Si Thammarat, documenta come in quel periodo Srivijaya e i suoi alleati Sailendra di Giava avessero esteso la loro influenza almeno fino a quel punto della penisola. Tra i motivi del successo di Srivijaya vi furono la libertà che lasciò ai suoi stati tributari, il formale riconoscimento dell'Impero cinese, con il quale mantenne cordiali rapporti che favorirono gli scambi commerciali marittimi tra la Cina, l'India, la Persia ecc., e la lealtà e giustizia con cui i mercanti furono trattati nei suoi porti. Il declino di Srivijaya ebbe inizio nell'XI secolo quando subì l'invasione dell'esercito della dinastia Chola guidato da Rajendra Chola I proveniente dall'India, che presero di mira anche tutti i tributari di Srivijaya, tra cui la stessa Langkasuka.

### Dall'XI al XIV secolo
I due secoli successivi videro diversi Stati esercitare la propria influenza sulla zona, tra cui la stessa Srivijaya, l'Impero Khmer, i Mon di Dvaravati, i regni di Giava ecc. Nel XIII secolo Langkasuka entrò nella sfera di influenza di Tambralinga, l'odierna Nakhon Si Thammarat, che poco dopo a sua volta divenne tributaria degli emergenti regni siamesi, prima di Sukhothai e nel XIV secolo del regno di Ayutthaya. Malgrado Langkasuka fosse ancora esistente, negli annali di Ayutthaya al suo posto è menzionata Pattani (o Tani). I siamesi posero tutti i piccoli Stati della zona sotto la giurisdizione di Nakhon Si Thammarat.

### Conversione all'islam nel Regno di Pattani
Sulla data di fondazione della città e del regno di Pattani non vi sono fonti precise, e gli storici sembrano concordare che avvenne tra la metà del XIV secolo e la metà del XV, in un periodo in cui vi fu l'avvento dell'islam e in cui aumentarono gli scambi commerciali e l'influenza di Ayutthaya. I naviganti cinesi continuarono a chiamare la zona con l'antico nome di Langkasuka fino all'inizio del XV secolo. Sulle origini di Pattani si è accesa una controversia tra i thai e malesi musulmani. Secondo i thai, nell'entroterra vicino al porto si sviluppò la città di Kota Mahligai, e il figlio del sovrano di questa città fondò Pattani. Secondo gli annali di Kedah la prima sovrana fu una donna, la cui famiglia era legata ai regni di Kedah, Perak e di Lan Xang, l'odierno Laos. La nuova città di Pattani fu comunque una delle culle dell'islam del Sudest asiatico, e si ritiene che il suo sovrano si fosse convertito verso la fine del XIV secolo. La tradizione locale sostiene che in data imprecisata furono i commercianti musulmani del regno Pasai di Sumatra, presenti in città per i loro affari, a convertirne il sovrano.